# Campionat del món de ciclisme en pista de 2016
El Campionat Mundial de Ciclisme en Pista de 2016 es va celebrar a Londres (Regne Unit) del 2 al 6 de març de 2016.
Les competicions es van disputar al Velòdrom de Londres. En total es competí en 19 disciplines, 10 de masculines i 9 de femenines.

## Resultats

### Masculí
| Prova                     | Or | Argent | Bronze |
| Velocitat individual      | Jason Kenny · Regne Unit ·                                                                                            | Matthew Glaetzer · Austràlia ·                                                                                       | Denís Dmítriev · Rússia ·                                                                                  |
| Velocitat per equips      | Nova Zelanda · Ethan Mitchell · Sam Webster · Edward Dawkins                                                          | Països Baixos · Nils van 't Hoenderdaal · Jeffrey Hoogland · Matthijs Büchli                                         | Alemanya · René Enders · Max Niederlag · Joachim Eilers                                                    |
| Persecució individual     | Filippo Ganna · Itàlia                                                                                                | Domenic Weinstein · Alemanya                                                                                         | Andrew Tennant · Regne Unit                                                                                |
| Persecució per equips     | Austràlia · Sam Welsford · Michael Hepburn · Miles Scotson · Callum Scotson · Alexander Porter (q) · Luke Davison (q) | Regne Unit · Jonathan Dibben · Owain Doull · Edward Clancy · Bradley Wiggins · Steven Burke (q) · Andrew Tennant (q) | Dinamarca · Lasse Norman Hansen · Niklas Larsen · Frederik Madsen · Casper von Folsach · Rasmus Quaade (q) |
| Quilòmetre contrarellotge | Joachim Eilers · Alemanya ·                                                                                           | Theo Bos · Països Baixos ·                                                                                           | Quentin Lafargue · França ·                                                                                |
| Cursa per punts           | Jonathan Dibben · Regne Unit ·                                                                                        | Andreas Graf · Àustria ·                                                                                             | Kenny De Ketele · Bèlgica ·                                                                                |
| Keirin                    | Joachim Eilers · Alemanya ·                                                                                           | Edward Dawkins · Nova Zelanda ·                                                                                      | Azizulhasni Awang · Malàisia ·                                                                             |
| Madison                   | Mark Cavendish · Bradley Wiggins · Regne Unit ·                                                                       | Morgan Kneisky · Benjamin Thomas · França ·                                                                          | Sebastián Mora · Albert Torres · Espanya ·                                                                 |
| Scratch                   | Sebastián Mora · Espanya ·                                                                                            | Ignacio Prado · Mèxic ·                                                                                              | Claudio Imhof · Suïssa ·                                                                                   |
| Òmnium                    | Fernando Gaviria · Colòmbia ·                                                                                         | Roger Kluge · Alemanya ·                                                                                             | Glenn O'Shea · Austràlia ·                                                                                 |

### Femení
| Prova                     | Or                                                                             | Argent                                                                           | Bronze                                                                    |
| Velocitat individual      | Zhong Tianshi · R.P. de la Xina ·                                              | Lin Junhong · R.P. de la Xina ·                                                  | Kristina Vogel · Alemanya ·                                               |
| Persecució individual     | Rebecca Wiasak · Austràlia ·                                                   | Malgorzata Wojtyra · Polònia ·                                                   | Annie Foreman-Mackey · Canadà ·                                           |
| 500 metres contrarellotge | Anastassia Vóinova · Rússia ·                                                  | Lee Wai-sze · Hong Kong ·                                                        | Elis Ligtlee · Països Baixos ·                                            |
| Cursa per punts           | Katarzyna Pawłowska · Polònia ·                                                | Jasmin Glaesser · Canadà ·                                                       | Arlenis Sierra · Cuba ·                                                   |
| Scratch                   | Laura Trott · Regne Unit ·                                                     | Kirsten Wild · Països Baixos ·                                                   | Stephanie Roorda · Canadà ·                                               |
| Keirin                    | Kristina Vogel · Alemanya ·                                                    | Anna Meares · Austràlia ·                                                        | Rebecca James · Regne Unit ·                                              |
| Velocitat per equips      | Dària Xmeliova · Anastassia Vóinova · Rússia ·                                 | Gong Jinjie · Zhong Tianshi · R.P. de la Xina                                    | Miriam Welte · Kristina Vogel · Alemanya ·                                |
| Persecució per equips     | Kelly Catlin · Chloe Dygert · Sarah Hammer · Jennifer Valente · Estats Units · | Kirsti Lay · Jasmin Glaesser · Allison Beveridge · Georgia Simmerling · Canadà · | Laura Trott · Ciara Horne · Elinor Barker · Joanna Rowsell · Regne Unit · |
| Òmnium                    | Laura Trott · Regne Unit ·                                                     | Laurie Berthon · França ·                                                        | Sarah Hammer · Estats Units ·                                             |

## Medaller
| Posició | País            | Or | Plata | Bronze | Total |
| 1       | Regne Unit      | 5  | 1     | 3      | 9     |
| 2       | Alemanya        | 3  | 2     | 3      | 8     |
| 3       | Austràlia       | 2  | 2     | 1      | 5     |
| 4       | Rússia          | 2  | 0     | 1      | 3     |
| 5       | R.P. de la Xina | 1  | 2     | 0      | 3     |
| 6       | Nova Zelanda    | 1  | 1     | 0      | 2     |
| 6       | Polònia         | 1  | 1     | 0      | 2     |
| 8       | Espanya         | 1  | 0     | 1      | 2     |
| 8       | Estats Units    | 1  | 0     | 1      | 2     |
| 10      | Colòmbia        | 1  | 0     | 0      | 1     |
| 10      | Itàlia          | 1  | 0     | 0      | 1     |
| 12      | Països Baixos   | 0  | 3     | 1      | 4     |
| 13      | Canadà          | 0  | 2     | 2      | 4     |
| 14      | França          | 0  | 2     | 1      | 3     |
| 15      | Àustria         | 0  | 1     | 0      | 1     |
| 15      | Hong Kong       | 0  | 1     | 0      | 1     |
| 15      | Mèxic           | 0  | 1     | 0      | 1     |
| 18      | Bèlgica         | 0  | 0     | 1      | 1     |
| 18      | Cuba            | 0  | 0     | 1      | 1     |
| 18      | Dinamarca       | 0  | 0     | 1      | 1     |
| 18      | Malàisia        | 0  | 0     | 1      | 1     |
| 18      | Suïssa          | 0  | 0     | 1      | 1     |
| Total   | Total           | 19 | 19    | 19     | 57    |